# Hannah von Hübbenet
Hannah von Hübbenet (* 11. November 1981 in Berlin) ist eine deutsche Musikerin und Filmkomponistin.

## Leben
Hannah von Hübbenet wuchs in Berlin auf. Ab dem Alter von acht Jahren erhielt sie Geigen- und Klavierunterricht und spielte später in Ensembles wie dem Landesjugendorchester Berlin, bevor sie sich verstärkt dem Spielen und Schreiben eigener Musik widmete. 2001 nahm sie in London die erste Platte mit ihrer damaligen Band Cocoon auf. Durch die Studioarbeit inspiriert, legte sie seitdem einen Schwerpunkt ihrer Arbeit in das Komponieren und Produzieren von Filmmusik und fand hier die Freiheit, sich genreunabhängig zwischen den Musikstilen zu bewegen. Sie absolvierte ein Musikstudium mit Hauptfach Geige an der Universität der Künste Berlin, gefolgt von dem Studium Filmmusik und Sounddesign an der Filmakademie Baden-Württemberg.
Von Hübbenets klassischer Hintergrund kombiniert mit der Vorliebe für elektronische Sounds ist in ihrer Musik immer wieder hörbar. Filme mit ihrer Musik liefen und waren nominiert unter anderem auf der Berlinale, Filmfestival Max Ophüls Preis, Zürich Filmfestival, DOK Leipzig, DOK.fest München, Deutscher Wirtschaftsfilmpreis, Achtung Berlin Filmfestival, Vittorio Veneto Filmfestival, Utah Film Award und Hot docs Toronto.
Im Jahr 2020 gründete sie das Musikkollektiv Field Kit. Das gleichnamige Debütalbum schrieb und produzierte sie mit dem Filmmusiker John Gürtler. Es erschien bei Nonostar Records. Field Kit spielten als Vorband von Hundreds auf der The Current Tour.
Im Jahr 2022 war sie Jurymitglied für Dokumentarfilm beim Max Ophüls Filmpreis und beim Peer Raben Music Award.
Die Künstlerin lebt und arbeitet in Berlin und Hamburg.

## Filmografie (Auswahl)
- 2013: Stubbe – Von Fall zu Fall: Tödliche Bescherung
- 2013: Die Unschuldigen
- seit 2013: Großstadtrevier
- 2014: Bintou
- 2015: The Long Distance
- 2015 & 2016: Der Bulle und das Landei
- seit 2016: Neues aus Büttenwarder
- 2017: Praxis mit Meerblick – Willkommen auf Rügen
- 2017: Die neuen Kinder von Golzow
- 2019: Charité (Fernsehserie)
- 2019: Weihnachten im Schnee
- 2021: Hinter den Schlagzeilen
- 2021: Alice im Weihnachtsland
- 2021: Schwarze Adler (Dokumentarfilm)
- 2022: Der Ausbruch – War die Pandemie vermeidbar?
- 2024: Krzyk – Losing Control
- 2024: Das leere Grab
- 2024: Zwei zu eins
- 2024: Katharina Tempel: Was wir fürchten (Fernsehreihe)